# La Maison assassinée
La Maison assassinée je francouzský hraný film z roku 1988, který režíroval Georges Lautner jako filmovou adaptaci stejnojmenné knihy Pierra Magnana. Snímek měl premiéru ve Francii dne 3. února 1988.

## Děj
V roce 1896 je uprostřed noci na odlehlém místě v Provence brutálně vyvražděna rodina Mongeových třemi neznámými útočníky. Séraphin Monge, jediné dítě, které tento masakr přežilo, se na místo činu vrací o dvacet pět let později, po své demobilizaci po skončení první světové války. Obraz jeho matky, která zemřela, když se ho naposledy snažila dostat, ho pronásleduje. Vydá se zničit její dům, aby našel klid, a zároveň se snaží identifikovat vrahy, aby pomstil svou matku. K jeho velkému překvapení ho na jeho cestě pomsty předběhne neznámý a zmasakruje všechny, kteří se zdají mít co do činění s temnou historií Mongeových.

## Obsazení
| Patrick Bruel         | Séraphin Monge                |
| Anne Brochet          | Marie Dormeur                 |
| Agnès Blanchot        | Rose Pujol                    |
| Ingrid Held           | Charmaine Dupin               |
| Yann Collette         | Patrice Dupin                 |
| Jean-Pierre Sentier   | Célestat Dormeur              |
| Roger Jendly          | Zorme                         |
| Christian Barbier     | Brigue                        |
| Martine Sarcey        | Clorinde Dormeur              |
| Maria Meriko          | Tricanote                     |
| Claude Evrard         | Gaspard Dupin                 |
| André Rouyer          | Didon Pujol                   |
| Gérard Caillaud       | společník, 42 let             |
| Jenny Clève           | Grenadière, sloužící u Dupinů |
| Yves Vincent          | soudce                        |
| Jean-Claude Bourbault | Félicien Monge                |
| Laurent Gendron       | prosťáček                     |
| Jean-Luc Porraz       | notář                         |

## Ocenění
- MystFest: nominace na nejlepší film
- César: nominace na nejslibnější herečku (Ingrid Held)